# Алекса Максимовић
Алекса Максимовић (Растовац, код Никшића, 10. мај 1919 — Орах, код Никшића, октобар 1943), учесник Народноослободилачке борбе и народни херој Југославије.

## Биографија
Рођен је 1919. године у селу Растовцу, код Никшића, у сељачкој породици. Породица му се 1928. преселила у Војводину. После завршене основне школе наставио је гимназију, а затим студирао право у Суботици. Члан Савеза комунистичке омладине Југославије постао је 1940. године.
После избијања Априлског рата 1941, побегао је у родни крај, код Никшића. Учесник Народноослободилачке борбе је од 1941. године. Током Тринаестојулског устанка учествовао је у борбама у околини Никшића.
Након формирања Пете црногорске пролетерске бригаде борио се у њеном саставу на путу кроз Босну, која се вратила у Црну Гору почетком 1944. године.
Погинуо је у борби против четника код села Орах (никшићки крај) у октобру 1943. године.
Указом председника Федеративне Народне Републике Југославије Јосипа Броза Тита, 13. јула 1953. године, проглашен је за народног хероја.